# Henryk Górecki
Pour son fils, voir Mikołaj Górecki. Pour les autres, voir Górecki (homonymie).
Œuvres principales
Symphonie no 3, « Symphonie des chants plaintifs » op. 36
Henryk Mikołaj Górecki (prononciation : ˈxɛnrɨk mʲiˈkɔwaj guˈrɛ͡tski), né le 6 décembre 1933 dans le village de Czernica, gmina de Gaszowice, voïvodie de Silésie, dans le Sud de la Pologne et mort le 12 novembre 2010 à Katowice, est un compositeur polonais.

## Biographie
Même si son père et sa mère étaient deux musiciens amateurs de talent, Henryk Mikołaj Górecki ne commence vraiment à étudier la musique (violon, clarinette, piano) qu'à partir du milieu des années 1950, à l'Académie de musique de Katowice (auprès de Bolesław Szabelski). Il reçoit son diplôme en 1960. Il termine ses études musicales à Paris au début des années 1960 ; il y a l'occasion d'entendre Anton Webern, Olivier Messiaen et Karlheinz Stockhausen. Ensuite, il passera la plupart de son temps en Pologne, à enseigner la musique à l'Académie de Katowice de 1968 à 1979 et surtout à composer une œuvre profondément marquée par la culture et l'âme de son pays, bien qu'extrêmement avant-gardiste.
Malgré la reconnaissance internationale qu'il reçoit, Henryk Górecki reste tourné vers son pays. Selon Adrian Thomas, « le passé musical de la Pologne, son Église et sa culture traditionnelle sont le rocher inébranlable sur lequel son identité, son héritage authentique, ainsi que ceux de son pays, sont fondés. »
Marié à la pianiste Jadwiga Rurańska, il a eu deux enfants : sa fille Anna est pianiste et son fils Mikołaj, compositeur.

## Style
La musique de Górecki couvre une grande diversité de styles, mais elle tend à être harmoniquement très simple. Ses premières œuvres se rapprochent du sérialisme de Pierre Boulez et d'autres, mais par la suite, il sera plus souvent rapproché de la musique minimaliste. Comme d'Arvo Pärt, à qui il est parfois comparé, sa musique reflète souvent sa foi catholique (par exemple, le Miserere op. 44, pièce pour chœur de 1981).
Son œuvre la plus connue est la Symphonie no 3 pour orchestre et soprano, op. 36 (1976), dite des chants plaintifs. Elle est composée de trois mouvements. Le chant du premier mouvement, lento - sostenuto tranquillo ma cantabile, est une complainte du XVe siècle, le deuxième mouvement, lento e largo - tranquillissimo, chante des inscriptions (invocations à la Vierge Marie) retrouvées sur le mur d'une prison de la Gestapo à Zakopane et le troisième mouvement, lento - cantabile-semplice, reprend une chanson traditionnelle. Tout du long, la musique est lente et contemplative avec le premier mouvement prenant la forme d'un canon pour cordes de plus de la moitié de la durée totale de l'œuvre. Celle-ci s'étend généralement sur environ 50 minutes.
Jusqu'au début des années 1990, Henryk Mikołaj Górecki était peu connu hors du cercle restreint des professionnels et amateurs de musique contemporaine d'avant-garde. C'est au succès inattendu de l'enregistrement de la Troisième Symphonie par la London Sinfonietta, dirigée par David Zinman et avec Dawn Upshaw (soprano), distribué par le label Nonesuch Records en 1992, que Henryk Górecki doit sa notoriété auprès d'un public qui dépasse celui des amateurs de musique contemporaine, en entrant notamment dans le Top 50 britannique, avec plus de 400 000 exemplaires vendus dans ce pays et près d'un million dans le monde. Cette notoriété n'a toutefois pas été suivie d'un intérêt persistant du public pour le reste de sa production. Le compositeur s'est par ailleurs toujours défendu de vouloir écrire une musique qui réponde aux attentes d'un public quel qu'il soit.

## Œuvres
Œuvres principales :
Symphonies :
- Symphonie no 1 « 1959 » op. 14 pour orchestre d’archets et percussion (1959)
- Symphonie no 2 « Copernicienne » op. 31 pour soprano et baryton solo, chœur mixte et orchestre (1972)
- Symphonie no 3 « Symphonie des chants plaintifs » op. 36 pour soprano solo et orchestre (1976)
- Symphonie no 4 « Tansman Episodes », op. 85 (2006-2009), achevée par le fils du compositeur, Mikołaj Górecki

Musique vocale sacrée :
- Beatus vir op. 38 psaume pour baryton solo, chœur mixte et grand orchestre (1979)[4]
- Miserere op. 44 pour chœur mixte a cappella (1981 révisé en 1987)
- Totus tuus op. 60 pour chœur mixte a cappella (1987)

Musique de chambre :
- Sonate pour deux violons op. 10 (1957)
- Genesis I - Elementi op. 19. no 1 (1962)
- Genesis II - Canti strumentali op. 19 no 2 (1962)
- Genesis III - Monodramma op. 19 no 3 (1963)
- Trois Pièces dans le style ancien pour orchestre d’archets (1963)
- Concerto pour clavecin (ou piano) et orchestre à cordes op. 40 (1980)
- Premier quatuor à cordes « La nuit tombe », op. 62 (1988)
- Deuxième quatuor à cordes, « Quasi una fantasia », op. 64 (1990-1991)
- Troisième quatuor à cordes «... songs are sung » op. 67 (1995)
- Kleines Requiem für eine Polka op. 66 (Petit requiem pour une polka) pour piano et 13 instruments (1993)

## Honneurs

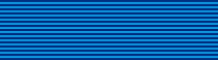
Ruban de l'Ordre Ecce Homo, dont il est décoré en 2000.

Henryk Górecki a reçu le titre de docteur honoris causa de l'université de Varsovie, de l'Académie de musique de Cracovie, de l'université Jagellonne de Cracovie en 2000, de l'université catholique de Lublin et de l'université Concordia de Montréal,.
Par ailleurs, il a été décoré de la croix de commandeur l'ordre Polonia Restituta en 1994 (élevé commandeur avec étoile en 2003), décoré de l'Ordre Ecce Homo en 2000, a reçu la médaille d'or du Mérite culturel polonais Gloria Artis en 2005, et nommé au grade de chevalier de l'ordre de Saint-Grégoire-le-Grand en 2009. Peu avant sa mort, il devient membre de l'ordre de l'Aigle blanc en 2010.

## Citations
Quand ses élèves de Katowice lui demandaient quand écrire de la musique, il répondait toujours : 
« Si vous pouvez vivre sans musique pendant deux ou trois jours, alors n'en écrivez pas. Occupez le temps avec une fille, ou une bière. […] Si vous ne pouvez pas vivre sans musique, alors écrivez-en. »